# 蘿拉·西格蒙德
蘿拉·娜塔莉·西格蒙德（德語：Laura Natalie Siegemund，1988年3月4日—）是德國职业网球女运动员，2006年轉職業。她的WTA生涯最高單打排名為第27（2016年8月29日）。她曾参加2016年夏季奥林匹克运动会，结果在单打八强阶段被淘汰，双打则在第一轮被淘汰。

## 外部連結
- 蘿拉·西格蒙德的国际女子网球协会官方資料（英文）
- 蘿拉·西格蒙德的國際網球總會 職業／青少年 官方資料（英文）
- Fed Cup - Player profile - Laura Siegemund (GER) （页面存档备份，存于）